# Марія Жозефа Саксонська
Марія Жозефа Саксонська або Жозефіна Саксонська (фр. Marie-Josephe Caroline Eleonore Françoise Xaviere de Saxe нім. Maria Josepha Karolina Eleonore Franziska Xaveria von Sachsen 4 листопада 1731, Дрезден — 13 березня 1767, Версаль) — мати останніх трьох королів Франції з династії Бурбонів. Дочка польського короля Августа III, друга дружина французького дофіна Людовика.
Її дітьми були французькі королі Людовик XVI, Людовик XVIII і Карл X, а також сардинська королева Марія Клотільда. Молодша дочка, принцеса Єлизавета (Madame Elisabeth), була страчена разом з родиною свого брата Людовика XVI.

## Дитинство. Сім'я
Принцеса Марія Жозефа Кароліна Елеонора Франсуаза Ксав'єр народилася 4 листопада 1731 р. в Дрездені, в сім'ї Фредеріка Августа II, короля Польщі і Великого князя литовського, курфюрста саксонського і Марії Жозефи, ерцгерцогині Австрійської, дочки Йозефа I, імператора Священної Римської Імперії. Її мати припадала кузиною імператриці Австрії Марії Терези і тіткою своєї невістки Марії Антуанетти.
Марія Жозефа була четвертою дочкою і восьмою дитиною із 15 дітей своїх батьків. Її старша сестра Марія Амалія стала дружиною інфанта Карлоса, майбутнього короля Іспанії Карлоса III. Інша її сестра, Марія Маргарита померла в дитинстві, а ще одна старша сестра, Марія Анна Софія, стала курфюрстинею Баварії. Єдиний живий брат Фрідріх Крістіан став курфюрстом Саксонії в 1763 році, але правив лише 74 дні. Молодші сестри Марія Крістина і Марія Кунігунда стали абатисами.

## Дофіна Франції

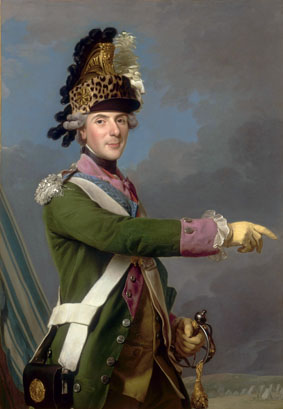
Дофін Людовик на портреті Олександра Росліна

22 липня 1746 року, незабаром після народження дочки, принцеси Марії Терези, вмирає інфанта Марія Тереза Рафаела, кохана дружина дофіна Франції Людовіка (дочка пережила її ненадовго). Король Іспанії Фердинанд VI, брат інфанта Карлоса, чоловік старшої сестри Марії Жозефи Марії Амалії Христини, пропонує дофінові обрати в дружини свою сестру, принцесу з династії Бурбонів, а саме Марію Антонію Фердинанду, інфанту іспанську. У цей же час король Людовик XV і його всемогутня коханка Мадам де Помпадур починають переговори з приводу одруження дофіна. У числі претенденток на руку дофіна були принцеса Елеонора Савойська і її сестра принцеса Марія Луїза Савойська, обидві ці кандидатури були відхилені.
Уперше кандидатуру принцеси Марії Жозефи запропонував її дядько Моріц, граф Саксонський, побічний син діда Марії Жозефи, Августа Сильного. Людовик XV і Мадам де Помпадур погодилися на цей шлюб, вважаючи його вигідним для Франції щодо міжнародних відносин. Франція і Саксонія були ворожими сторонами в недавній боротьбі за «австрійську спадщину», таким чином шлюб між спадкоємцем французького трону і саксонською принцесою зміг би призвести до утворення альянсу між двома державами.
Єдина проблема полягала в тому, що дід Марії Жозефи Август II (Сильний) усунув із польського трону Станіслава Лещинського, батька королеви Франції Марії Лещинської. Шлюб між дофіном і Марією Жозефою міг завдати глибоку образу улюбленої народом королеві.

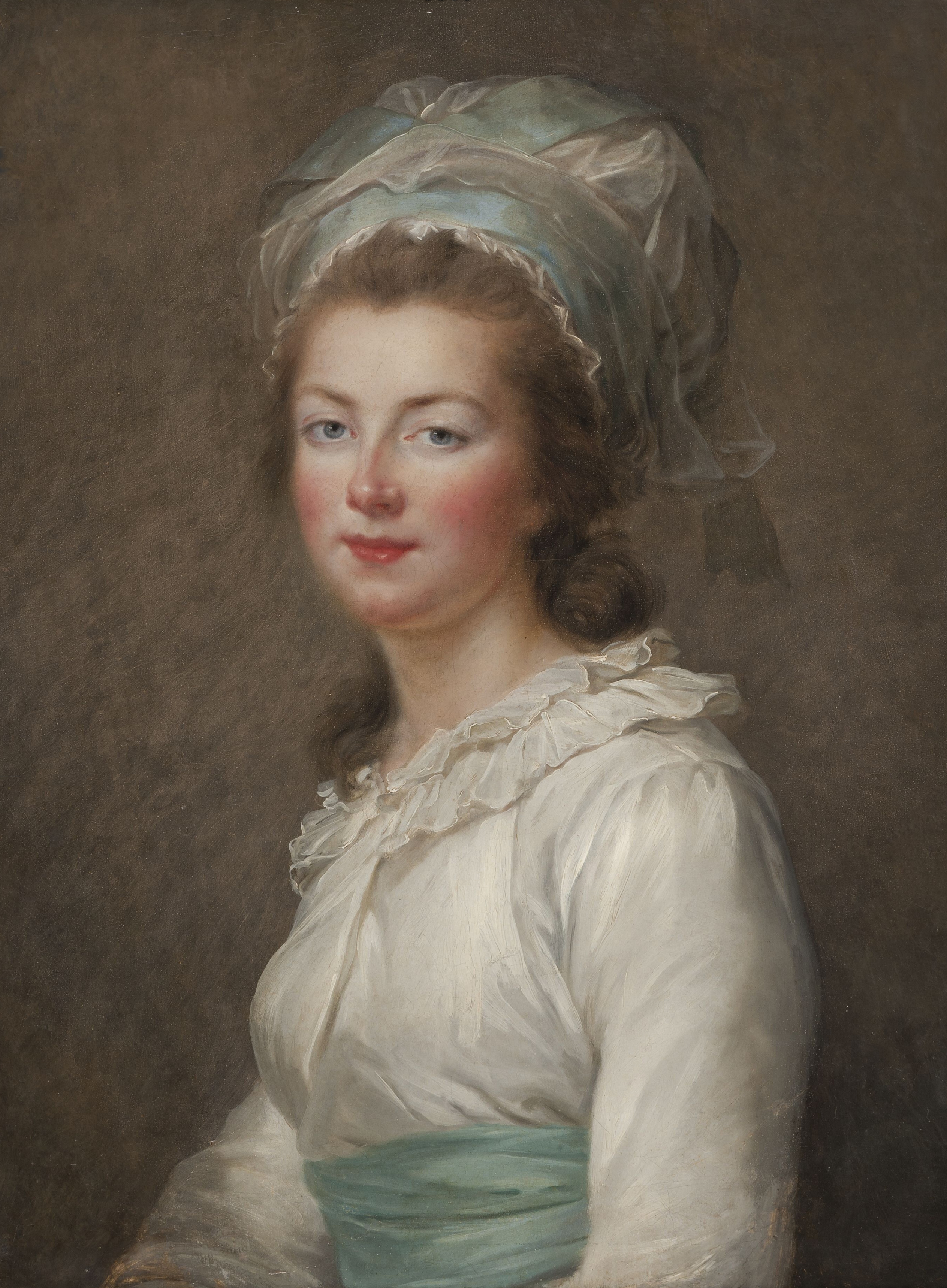
Молодша дочка Жозефіни, Єлизавета (портрет Елізабет Віже-Лебрен)

Незважаючи на несхвалення королеви, Людовик, Дофін Франції і принцеса Марія Жозефа Саксонська одружилися 9 лютого 1747 року, коли нареченому було 17, а нареченій всього 15 років.
Вступивши в новий шлюб, Дофін продовжував оплакувати свою першу дружину. Марія Жозефа від природи мала чуйну душу, терплячість і гострий розумом, вирішила поступово завоювати серце чоловіка. Але, не дивлячись на ніжне ставлення дружини, горе Дофіна збільшувалося, особливо після смерті єдиної доньки від першої дружини у квітні 1748 року.
Нова Дофіна завжди підтримувала дружні стосунки з королівською коханкою Мадам де Помпадур, в її сприянні у шлюбі принцеси, хоч її чоловік ненавидів коханку свого батька. Хоча шлюб між Людовіком і Марією Жозефою був «за розрахунком», молода Дофіна по-справжньому покохала чоловіка.
Як і дофін, Марія Жозефа була дуже побожною, вирізнялася високою моральністю, що і зблизило її зі своєю свекрухою, королевою Марією Лещинською. Дофін і Дофіна не любили відвідувати веселощів, які влаштовувалися у Версалі розпусним двором короля, вважаючи за краще тихі вечори за бесідами, читанні молитов або відвідуванні оранжереї. Незважаючи на існуючі явні протиріччя в поглядах короля і Дофіна, Марія Жозефа намагалася налагодити між ними добрі стосунки.
У 1750 році у пари народилася перша дочка, названа Марія Зефирина, оскільки народжена вона була в день святого Зефирина. Народження маленької принцеси була зустрінуто з величезною радістю її батьками, хоча король Людовик XV був засмучений тим, що народився не хлопчик. Принцеса померла в 1755 році, оскільки вона не прожила повних п'яти років, за французькою традицією смерть її не оплакувалась офіційно.
15 вересня 1751 року в королівської пари народжується друга дитина, довгоочікуваний син, названий Людовиком Жозефом Ксав'є, який отримав, відповідно до традиції, титул герцога Бургундського. У віці 9 років маленький принц впав з іграшкового коня, зламавши ногу, після чого почав кульгати. До весни 1761 року в дитини була виявлена пухлина, що розрослася по всій нозі, йому зробили операцію, але 22 березня герцог Бургундський помер. Син Дофіна був похований у Сен-Дені.
Третя дитина Людовика і Марії Жозефи, Ксав'є, герцог Аквитанський, народився в 1753 році, але помер рік потому.
23 серпня 1754 року в королівської сім'ї народилася четверта дитина і третій син Людовик Август, герцог Беррийський, майбутній король Людовик XVI. Незважаючи на побоювання батьків і всього французького двору, дитина виявився напрочуд здоровою і міцною, пережила обох своїх батьків, залишившись сиротою у віці 12 років.
17 листопада 1755 Дофіна народила ще одного сина — Людовіка Станісласа Ксав'є, майбутнього короля Людовика XVIII, 9 жовтня 1757 — сина Карла Філіпа, майбутнього короля Карла X, а також майбутню королеву Сардинії Марію Аделаїду Клотильду і принцесу Єлизавету (Madame Elisabeth), страчену у віці 30 років революційними властями.
Крім того, Марія Жозефа також народила двох мертвонароджених синів в 1748 і 1749, мертвонароджену дочку в 1752, мертвонародженого сина в 1756 році, а в 1762 році вона втратила сина внаслідок викидня.

## Удівство і смерть
Смерть Дофіна Людовика 20 вересня 1765 р. стала сильним ударом для Марії Жозефи, від якого вона так і не змогла оговтатися. Намагаючись допомогти Дофіні подолати депресію, Людовик XV, який дуже любив свою невістку, дозволив їй переїхати з апартаментів у Версалі, займаних разом із померлим чоловіком, у кімнати колишньої королівської коханки, Мадам де Помпадур, яка померла в 1764 р. Король часто відвідував свою невістку, в тому числі, і для обговорення майбутніх заручин її старшого сина та австрійської принцеси Марії Антонії, майбутньої Марії Антуанетти. Марія Жозефа була проти цього шлюбу через те, що мати нареченої, Марія Терезія, відхопила частину спадкових габсбурзьких земель у матері Марії Жозефи, Марії Жозефи Австрійської.
Незважаючи на всі обережності, стан здоров'я вдови Дофіни погіршувався. Марія Жозефа померла 13.3.1767 від туберкульозу, яким вона заразилася, доглядаючи за своїм чоловіком, і була похована в королівській усипальниці в Сен-Дені. Весілля її сина Людовика Августа і Марії Антонії відбулася три роки по тому.

## Офіційні титули
- 4 листопада 1731 — вересень 1733: Її Високість Герцогиня Марія Жозефа Саксонська
- 9 листопада 1747 — 20 вересень 1765: Її Королівська Високість Дофіна Франції
- 20 грудня 1765 — 13 березень 1767: Її Королівська Високість Овдовіла Дофіна Франції